# Marina di Ascea

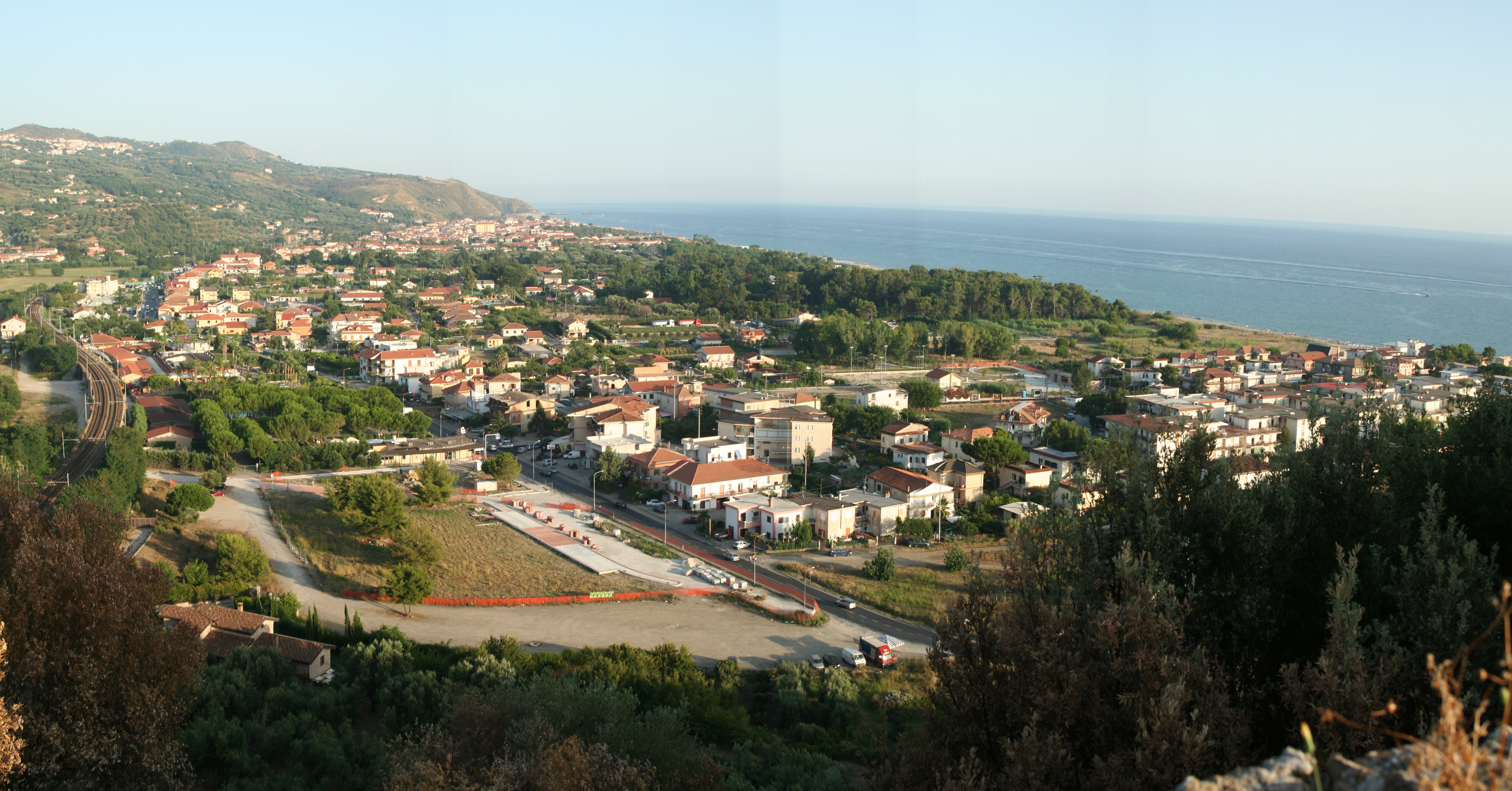
Marina de Ascea gesehen vom Turm bei Velia. Die Ortschaft Ascea liegt im Hintergrund auf dem Hügel

Marina di Ascea ist die größte Ortschaft der Gemeinde Ascea mit circa 2400 Einwohnern, gelegen in der Provinz Salerno, Kampanien. Ascea ist Teil der Comunità Montana Zona del Lambro e del Mingardo.

## Geografie
Marina di Ascea liegt am Tyrrhenischem Meer an einem Küstenabschnitt, den man Costa Cilento nennt. Das Cilento ist der südwestlichste Teil von Kampanien bzw. dessen Provinz Salerno und grenzt an die Basilikata bei Sapri, allerdings auch unweit der kalabrischen Küste.
Marina di Ascea liegt etwa 135 km (Autokilometer) südöstlich von Neapel beziehungsweise etwa 80 km von Salerno, es sind etwa 470 km Luftlinie nach Tortoli an der Ostküste von Sardinien auf fast gleicher Breite, bis Reggio di Calabria bzw. Messina (Sizilien) sind es noch 380 km Autostrecke, bis nach Brindisi an der Adria gut 300 km.
Der eigentliche Ort Ascea befindet sich in hügeligem Terrain etwa 200 Meter oberhalb von Marina. Weiter ostwärts erstreckt sich der Nationalpark Cilento und Vallo di Diano, mit 1800 Quadratkilometer etwas kleiner als das Saarland, aber damit der zweitgrößte Nationalpark Italiens. Mit 1890 Meter Höhe ist der Monte Cervati im Osten die höchste Erhebung dort, etwa 60 km Autostrecke von Marina entfernt.
Der langgezogene etwa 4 km lange Strand von Marina erstreckt sich vom Scogliera di Ascea Marina, einem etwa bis 70 Meter hohem Felsvorsprung, der gleichzeitig Grenze zur Nachbargemeinde Pisciotta ist, bis zur Mündung des Flüsschen Alento in nordnordwestliche Richtung auf den Monte Stella zu, mit 1130 m die höchste Erhebung im westlichen Cilento.

## Wirtschaft
Haupteinnahmequelle ist der Tourismus. Marina di Ascea ist zugleich Badeort mit etwa vier Kilometer Strand, aber auch möglicher Ausgangspunkt für Besuche im großen Nationalpark Cilento und des in unmittelbarer Nähe (2 km) gelegenen archäologischen Park in Velia, mit römischen Ruinen aber auch älteren griechischen und insofern historisch bedeutsam, da hier die philosophische Schule der Eleaten  (Parmenides, Zenon) ihren Ursprung hatte. Dies findet sich auch in den Straßennamen wieder, die beiden Hauptstraßen von Marina heißen dann Via Parmenides beziehungsweise Corso Elea. Auf Letzterer findet man dann typische touristische Infrastruktur mit Souvenierläden etc., Immobilienbüros, Restaurants und Hotels. Das Resort wurde seit einigen Jahren häufiger mit der blauen Flagge für Strände ausgezeichnet. Insbesondere in der touristischen Vor- und Nachsaison bietet Marina einen Kontrast zum sonst typischen Mittelmeertourismus.

## Verkehrsanbindungen
Von Salerno aus kommend erreicht man Marina di Ascea mit dem Auto über die SS 18 (Strada Statale 18 Tirrena Inferiore)
In Marina befindet sich auch der Bahnhof Ascea, der wichtig und im Sommer sehr belebt ist und an der Strecke Rom-Neapel-Reggio Calabria liegt. Hier halten auch überregionale Züge, so braucht man vom Bahnhof Napoli Centrale unter zwei Stunden, von Salerno aus eine gute Stunde Fahrzeit. Für Anreisende mit dem Zug nimmt man den Frecciarossa (le Frecce), der die Strecke Mailand Neapel in weniger als sechs Stunden bewältigen kann.
Die nächsten internationalen Flughäfen sind in Neapel (NAP) und Salerno (QSR). Stand Sommer 2024 wird Salerno von Deutschland, Österreich und Schweiz praktisch nicht angeflogen, der Flughafen wurde erweitert, mit der Planung ein Drehkreuz für den Tourismus in der Region zu werden. Der Flughafen Neapel ist mit einem 15-minütigen Buspendelverkehr mit dem Hauptbahnhof verbunden.
Leihwagen oder Zug sind die Optionen um nach Ascea zu gelangen.
In Marina di Ascea sind Leihwagen verfügbar.
Vom Bahnhof ausgehend gibt es ein paar Busverbindungen zu den Nachbarorten.

## Klima
Wetterbestimmend für die Stadt ist das mediterrane Klima mit milden und regenreichen Wintern sowie heißen und trockenen Sommern, wobei die Spitzen der Sommerhitze durch die Lage am Meer leicht abgemildert werden.
|                        | Jan  | Feb  | Mär  | Apr  | Mai  | Jun  | Jul  | Aug  | Sep  | Okt  | Nov  | Dez  |   |      |
| Mittl. Temperatur (°C) | 8,7  | 9,2  | 11,5 | 14,6 | 18,4 | 22,3 | 25,2 | 25,7 | 22,3 | 18,2 | 13,6 | 10,6 | ⌀ | 16,7 |
| Mittl. Tagesmax. (°C)  | 11,9 | 12,6 | 15,3 | 18,6 | 22,9 | 27,0 | 30,2 | 30,7 | 27,0 | 22,3 | 16,8 | 13,7 | ⌀ | 20,8 |
| Mittl. Tagesmin. (°C)  | 5,6  | 5,9  | 7,8  | 10,5 | 13,9 | 17,6 | 20,2 | 20,6 | 17,6 | 14,2 | 10,3 | 7,5  | ⌀ | 12,7 |

| 5,6 |

| 5,9 |

| 7,8 |

| 10,5 |

| 13,9 |

| 17,6 |

| 20,2 |

| 20,6 |

| 17,6 |

| 14,2 |

| 10,3 |

| 7,5 |

| 5,6 |

| 5,9 |

| 7,8 |

| 10,5 |

| 13,9 |

| 17,6 |

| 20,2 |

| 20,6 |

| 17,6 |

| 14,2 |

| 10,3 |

| 7,5 |

Die Wetterstation Casal Velino (40°11'24 N 15° 04'12" O) befindet sich im hügeligen Gelände etwa 3 km vom Meer entfernt, etwa 17 Autokilometer von Marina entfernt. Berücksichtigt man Klimawandel und den Höhenunterschied, dürften die mittleren Werte in den zwanziger Jahren unseres Jahrhunderts mindestens 1,5 Grad höher liegen.
Eine weitere Wetterstation in der Region ist bei Capo Palinuro, 27 Autokilometer entfernt, (40°01'31 N  15°16'51 O). Die dort angegebenen mittleren Temperaturen weichen etwa ein bis zwei Grad von denen von Casal Velino ab. Es werden für dort auf Grund des langjährigen Mittels (1971–2000) 790 mm Niederschlag im Jahr angegeben, beispielsweise für den August 22 mm, ein ähnlicher Wert wie für die Insel Menorca (20 mm) auf gleicher Breite, aber Wetterereignisse im August 2024 brachten Menorca an einem Tag innerhalb vier Stunden 190 mm Niederschlag, sodass vermutlich bedingt durch den globalen  Klimawandel solche Durchschnittswerte an Aussagekraft verlieren.
|                    | Jan  | Feb  | Mär  | Apr  | Mai  | Jun  | Jul  | Aug  | Sep  | Okt  | Nov  | Dez  |   |   |
| Rekordmaximum (°C) | 23,1 | 23,4 | 27,2 | 30,2 | 34,4 | 38,0 | 39,6 | 39,0 | 34,6 | 30,8 | 28,0 | 23,2 | ᐃ | 0 |
| Rekordminimum (°C) | −3,3 | −2,0 | −2,4 | 1,2  | 6,0  | 9,5  | 13,4 | 13,2 | 9,2  | 4,8  | 2,4  | −1,5 | ᐁ | 0 |

|  |

|  |

|  |

|  |

|  |

|  |

|  |

|  |

|  |

|  |

|  |

|  |

|  |

|  |

|  |

|  |

|  |

|  |

|  |

|  |

|  |

|  |

|  |

|  |